# Saison 2016-2017 des Wizards de Washington
La saison 2016-2017 des Wizards de Washington est la 56e saison de la franchise en NBA et la 44e saison dans la ville de Washington.

## Draft
Aucun choix de draft cette année.

## Summer League
| Summer League Total: 3-1 |

| Match | Date match | Équipe   | Score   | Meilleur marqueur | Meilleur rebondeur | Meilleur passeur   | Lieux                | Série |
| ----- | ---------- | -------- | ------- | ----------------- | ------------------ | ------------------ | -------------------- | ----- |
| 1     | 9 juillet  | Utah     | V 88-73 | Kelly Oubre (20)  | Kelly Oubre (8)    | D.J. Cooper (5)    | Thomas & Mack Center | 1 - 0 |
| 2     | 10 juillet | Atlanta  | D 80-88 | Kelly Oubre (21)  | Micheal Eric (8)   | D.J. Cooper (3)    | Cox Pavilion         | 1 - 1 |
| 3     | 12 juillet | Brooklyn | V 87-85 | Eddie, Oubre (16) | 3 joueurs (6)      | Sterling Gibbs (5) | Cox Pavilion         | 2 - 1 |
| 4     | 14 juillet | Atlanta  | V 71-60 | Kelly Oubre (22)  | 3 joueurs (6)      | Aaron White (4)    | Cox Pavilion         | 3 - 1 |

## Pré-saison
| Pré-saison Total: 4-3 (Domicile : 2-1 ; Extérieur : 2-2) |

| Match | Date match | Équipe         | Score           | Meilleur marqueur     | Meilleur rebondeur    | Meilleur passeur     | Lieux Spectateurs     | Série |
| ----- | ---------- | -------------- | --------------- | --------------------- | --------------------- | -------------------- | --------------------- | ----- |
| 1     | 4 octobre  | Miami          | D 95-106        | Kelly Oubre (16)      | Marcin Gortat (6)     | Tomáš Satoranský (6) | Verizon Center        | 0 - 1 |
| 2     | 6 octobre  | @ Philadelphie | V 125-119 (2OT) | Kelly Oubre (24)      | Jason Smith (7)       | Tomáš Satoranský (7) | Wells Fargo Center    | 1 - 1 |
| 3     | 10 octobre | @ New York     | D 88-90         | Bradley Beal (17)     | Kelly Oubre (7)       | John Wall (4)        | Madison Square Garden | 1 - 2 |
| 4     | 13 octobre | Philadelphie   | V 100-79        | Bradley Beal (22)     | Andrew Nicholson (12) | John Wall (9)        | Verizon Center        | 2 - 2 |
| 5     | 15 octobre | @ Sacramento   | D 119-124       | Andrew Nicholson (19) | Andrew Nicholson (5)  | Trey Burke (10)      | Rupp Arena            | 2 - 3 |
| 6     | 18 octobre | @ Cleveland    | V 96-91         | Andrew Nicholson (19) | Marcin Gortat (13)    | Bradley Beal (5)     | Value City Arena      | 3 - 3 |
| 7     | 21 octobre | Toronto        | V 119-82        | Morris, Beal (19)     | Otto Porter (9)       | John Wall (11)       | Verizon Center        | 4 - 3 |

## Saison régulière
| Saison régulière Total: 49-33 (Domicile : 30-11 ; Extérieur : 19-22) |

| Match | Date match | Équipe    | Score          | Meilleur marqueur    | Meilleur rebondeur | Meilleur passeur | Lieux Spectateurs | Série |
| ----- | ---------- | --------- | -------------- | -------------------- | ------------------ | ---------------- | ----------------- | ----- |
| 1     | 27 octobre | @ Atlanta | D 99-114       | Markieff Morris (22) | Marcin Gortat (11) | John Wall (10)   | Philips Arena     | 0 - 1 |
| 2     | 30 octobre | @ Memphis | D 103-112 (OT) | John Wall (22)       | Marcin Gortat (12) | John Wall (13)   | FedExForum        | 0 - 2 |

| Match | Date match  | Équipe          | Score          | Meilleur marqueur    | Meilleur rebondeur   | Meilleur passeur     | Lieux Spectateurs       | Série  |
| ----- | ----------- | --------------- | -------------- | -------------------- | -------------------- | -------------------- | ----------------------- | ------ |
| 3     | 2 novembre  | Toronto         | D 103-113      | John Wall (33)       | Otto Porter (13)     | John Wall (11)       | Verizon Center          | 0 - 3  |
| 4     | 4 novembre  | Atlanta         | V 95-92        | Bradley Beal (28)    | Marcin Gortat (15)   | John Wall (6)        | Verizon Center          | 1 - 3  |
| 5     | 5 novembre  | @ Orlando       | D 86-88        | Markieff Morris (18) | Marcin Gortat (14)   | Trois joueurs (3)    | Amway Center            | 1 - 4  |
| 6     | 7 novembre  | Houston         | D 106-114      | John Wall (21)       | Marcin Gortat (12)   | John Wall (8)        | Verizon Center          | 1 - 5  |
| 7     | 9 novembre  | Boston          | V 118-93       | Otto Porter (34)     | Otto Porter (14)     | John Wall (7)        | Verizon Center          | 2 - 5  |
| 8     | 11 novembre | Cleveland       | D 94-105       | John Wall (28)       | Marcin Gortat (15)   | Otto Porter (5)      | Verizon Center          | 2 - 6  |
| 9     | 12 novembre | @ Chicago       | D 95-106       | Markieff Morris (24) | Markieff Morris (15) | Tomáš Satoranský (9) | United Center           | 2 - 7  |
| 10    | 16 novembre | @ Philadelphie  | D 102-109      | John Wall (27)       | Marcin Gortat (14)   | Wall, Thornton (6)   | Wells Fargo Center      | 2 - 8  |
| 11    | 17 novembre | New York        | V 119-112      | John Wall (23)       | Trois joueurs (8)    | John Wall (11)       | Verizon Center          | 3 - 8  |
| 12    | 19 novembre | Miami           | D 111-114      | Beal, Wall (34)      | Marcin Gortat (16)   | John Wall (8)        | Verizon Center          | 3 - 9  |
| 13    | 21 novembre | Phoenix         | V 106-101      | Bradley Beal (42)    | Marcin Gortat (13)   | John Wall (15)       | Verizon Center          | 4 - 9  |
| 14    | 25 novembre | @ Orlando       | V 94-91        | John Wall (26)       | Marcin Gortat (9)    | John Wall (10)       | Amway Center            | 5 - 9  |
| 15    | 26 novembre | San Antonio     | D 100-112      | Bradley Beal (25)    | Marcin Gortat (10)   | Beal, Wall (5)       | Verizon Center          | 5 - 10 |
| 16    | 28 novembre | Sacramento      | V 101-95       | Bradley Beal (31)    | Kelly Oubre (10)     | John Wall (11)       | Verizon Center          | 6 - 10 |
| 17    | 30 novembre | @ Oklahoma City | D 115-126 (OT) | Bradley Beal (31)    | Marcin Gortat (11)   | John Wall (15)       | Chesapeake Energy Arena | 6 - 11 |

| Match | Date match  | Équipe         | Score     | Meilleur marqueur | Meilleur rebondeur  | Meilleur passeur | Lieux Spectateurs         | Série   |
| ----- | ----------- | -------------- | --------- | ----------------- | ------------------- | ---------------- | ------------------------- | ------- |
| 18    | 2 décembre  | @ San Antonio  | D 105-107 | Bradley Beal (23) | Marcin Gortat (18)  | John Wall (15)   | AT&T Center               | 6 - 12  |
| 19    | 5 décembre  | @ Brooklyn     | V 118-113 | John Wall (25)    | Marcin Gortat (12)  | John Wall (13)   | Barclays Center           | 7 - 12  |
| 20    | 6 décembre  | Orlando        | D 116-124 | John Wall (52)    | Marcin Gortat (11)  | John Wall (8)    | Verizon Center            | 7 - 13  |
| 21    | 8 décembre  | Denver         | V 92-85   | Bradley Beal (26) | Gortat, Wall (7)    | Beal, Wall (5)   | Verizon Center            | 8 - 13  |
| 22    | 10 décembre | Milwaukee      | V 110-105 | John Wall (24)    | Marcin Gortat (14)  | John Wall (11)   | Verizon Center            | 9 - 13  |
| 23    | 12 décembre | @ Miami        | D 101-112 | John Wall (30)    | Marcin Gortat (10)  | John Wall (8)    | American Airlines Arena   | 9 - 14  |
| 24    | 14 décembre | Charlotte      | V 109-106 | John Wall (25)    | Marcin Gortat (12)  | John Wall (10)   | Verizon Center            | 10 - 14 |
| 25    | 16 décembre | Détroit        | V 122-108 | John Wall (29)    | Marcin Gortat (14)  | John Wall (11)   | Verizon Center            | 11 - 14 |
| 26    | 18 décembre | L. A. Clippers | V 117-110 | Bradley Beal (41) | Markieff Morris (9) | John Wall (11)   | Verizon Center            | 12 - 14 |
| 27    | 19 décembre | @ Indiana      | D 105-107 | Bradley Beal (22) | Marcin Gortat (13)  | John Wall (10)   | Bankers Life Fieldhouse   | 12 - 15 |
| 28    | 21 décembre | @ Chicago      | V 107-97  | John Wall (23)    | Morris, Gortat (11) | John Wall (9)    | United Center             | 13 - 15 |
| 29    | 23 décembre | @ Milwaukee    | D 96-123  | Wall, Porter (18) | Marcin Gortat (6)   | John Wall (10)   | BMO Harris Bradley Center | 13 - 16 |
| 30    | 26 décembre | Milwaukee      | V 107-102 | Otto Porter (32)  | Otto Porter (12)    | John Wall (16)   | Verizon Center            | 14 - 16 |
| 31    | 28 décembre | Indiana        | V 111-105 | John Wall (36)    | Marcin Gortat (16)  | John Wall (9)    | Verizon Center            | 15 - 16 |
| 32    | 30 décembre | Brooklyn       | V 118-95  | Trey Burke (27)   | Marcin Gortat (13)  | John Wall (14)   | Verizon Center            | 16 - 16 |

| Match | Date match | Équipe                | Score     | Meilleur marqueur | Meilleur rebondeur   | Meilleur passeur | Lieux Spectateurs         | Série   |
| ----- | ---------- | --------------------- | --------- | ----------------- | -------------------- | ---------------- | ------------------------- | ------- |
| 33    | 2 janvier  | @ Houston             | D 91-101  | Bradley Beal (27) | Marcin Gortat (14)   | John Wall (12)   | Toyota Center             | 16 - 17 |
| 34    | 3 janvier  | @ Dallas              | D 105-113 | John Wall (27)    | Marcin Gortat (16)   | John Wall (8)    | American Airlines Center  | 16 - 18 |
| 35    | 6 janvier  | Minnesota             | V 112-105 | Bradley Beal (22) | Marcin Gortat (10)   | John Wall (18)   | Verizon Center            | 17 - 18 |
| 36    | 8 janvier  | @ Milwaukee           | V 107-101 | Bradley Beal (26) | Marcin Gortat (12)   | Porter, Wall (7) | BMO Harris Bradley Center | 18 - 18 |
| 37    | 10 janvier | Chicago               | V 101-99  | John Wall (26)    | Marcin Gortat (12)   | John Wall (14)   | Verizon Center            | 19 - 18 |
| 38    | 11 janvier | @ Boston              | D 108-117 | Bradley Beal (35) | Morris, Gortat (9)   | John Wall (10)   | TD Garden                 | 19 - 19 |
| 39    | 14 janvier | Philadelphie          | V 109-93  | John Wall (25)    | Marcin Gortat (10)   | John Wall (7)    | Verizon Center            | 20 - 19 |
| 40    | 16 janvier | Portland              | V 120-101 | Bradley Beal (25) | Markieff Morris (13) | John Wall (7)    | Verizon Center            | 21 - 19 |
| 41    | 18 janvier | Memphis               | V 104-101 | Porter, Wall (25) | Markieff Morris (12) | John Wall (13)   | Verizon Center            | 22 - 19 |
| 42    | 19 janvier | @ New York            | V 113-110 | John Wall (29)    | Marcin Gortat (12)   | John Wall (13)   | Madison Square Garden     | 23 - 19 |
| 43    | 21 janvier | @ Détroit             | D 112-113 | Morris, Wall (19) | Markieff Morris (19) | John Wall (10)   | Palace of Auburn Hills    | 23 - 20 |
| 44    | 23 janvier | @ Charlotte           | V 109-99  | John Wall (24)    | Otto Porter (13)     | John Wall (7)    | Time Warner Cable Arena   | 24 - 20 |
| 45    | 24 janvier | Boston                | V 123-108 | Bradley Beal (31) | Markieff Morris (11) | John Wall (7)    | Verizon Center            | 25 - 20 |
| 46    | 27 janvier | @ Atlanta             | V 112-86  | Otto Porter (21)  | Marcin Gortat (12)   | John Wall (9)    | Philips Arena             | 26 - 20 |
| 47    | 29 janvier | @ La Nouvelle-Orléans | V 107-94  | Bradley Beal (27) | Marcin Gortat (11)   | John Wall (19)   | Smoothie King Center      | 27 - 20 |
| 48    | 31 janvier | New York              | V 117-101 | Bradley Beal (28) | Morris, Gortat (10)  | John Wall (13)   | Verizon Center            | 28 - 20 |

| Match               | Date match | Équipe         | Score          | Meilleur marqueur    | Meilleur rebondeur | Meilleur passeur | Lieux Spectateurs       | Série   |
| ------------------- | ---------- | -------------- | -------------- | -------------------- | ------------------ | ---------------- | ----------------------- | ------- |
| 49                  | 2 février  | L. A. Lakers   | V 116-108      | John Wall (33)       | Marcin Gortat (14) | John Wall (11)   | Verizon Center          | 29 - 20 |
| 50                  | 4 février  | New Orleans    | V 105-91       | John Wall (24)       | Marcin Gortat (17) | John Wall (13)   | Verizon Center          | 30 - 20 |
| 51                  | 6 février  | Cleveland      | D 135-140 (OT) | Bradley Beal (41)    | Marcin Gortat (8)  | John Wall (12)   | Verizon Center          | 30 - 21 |
| 52                  | 8 février  | @ Brooklyn     | V 114-110 (OT) | Bradley Beal (31)    | Marcin Gortat (14) | John Wall (12)   | Barclays Center         | 31 - 21 |
| 53                  | 10 février | Indiana        | V 112-107      | Wall, Morris (26)    | Marcin Gortat (16) | John Wall (14)   | Verizon Center          | 32 - 21 |
| 54                  | 13 février | Oklahoma City  | V 120-98       | Markieff Morris (23) | Otto Porter (12)   | John Wall (14)   | Verizon Center          | 33 - 21 |
| 55                  | 16 février | @ Indiana      | V 111-98       | Otto Porter (25)     | Otto Porter (8)    | John Wall (12)   | Bankers Life Fieldhouse | 34 - 21 |
| All-Star Break 2017 |            |                |                |                      |                    |                  |                         |         |
| 56                  | 24 février | @ Philadelphie | D 112-120      | Bradley Beal (40)    | Marcin Gortat (11) | John Wall (14)   | Wells Fargo Center      | 34 - 22 |
| 57                  | 26 février | Utah           | D 92-102       | John Wall (23)       | Marcin Gortat (8)  | John Wall (11)   | Verizon Center          | 34 - 23 |
| 58                  | 28 février | Golden State   | V 112-108      | Bradley Beal (25)    | Marcin Gortat (12) | John Wall (19)   | Verizon Center          | 35 - 23 |

| Match | Date match | Équipe           | Score          | Meilleur marqueur     | Meilleur rebondeur      | Meilleur passeur   | Lieux Spectateurs          | Série   |
| ----- | ---------- | ---------------- | -------------- | --------------------- | ----------------------- | ------------------ | -------------------------- | ------- |
| 59    | 1er mars   | @ Toronto        | V 105-96       | Bojan Bogdanović (27) | Gortat, Morris (8)      | John Wall (13)     | Air Canada Centre          | 36 - 23 |
| 60    | 3 mars     | Toronto          | D 106-114      | John Wall (30)        | 3 joueurs (8)           | John Wall (7)      | Verizon Center             | 36 - 24 |
| 61    | 5 mars     | Orlando          | V 115-114      | Bradley Beal (32)     | Marcin Gortat (11)      | John Wall (10)     | Verizon Center             | 37 - 24 |
| 62    | 7 mars     | @ Phoenix        | V 131-127      | Bojan Bogdanović (29) | Bogdanović, Mahinmi (9) | John Wall (14)     | Talking Stick Resort Arena | 38 - 24 |
| 63    | 8 mars     | @ Denver         | V 123-113      | John Wall (30)        | Marcin Gortat (15)      | John Wall (10)     | Pepsi Center               | 39 - 24 |
| 64    | 10 mars    | @ Sacramento     | V 130-122 (OT) | Bradley Beal (38)     | Bradley Beal (10)       | John Wall (12)     | Golden 1 Center            | 40 - 24 |
| 65    | 11 mars    | @ Portland       | V 125-124 (OT) | John Wall (39)        | Marcin Gortat (15)      | John Wall (9)      | Moda Center                | 41 - 24 |
| 66    | 13 mars    | @ Minnesota      | D 104-119      | John Wall (27)        | Trois joueurs (7)       | Wall, Jennings (5) | Target Center              | 41 - 25 |
| 67    | 15 mars    | Dallas           | D 107-112      | John Wall (26)        | Porter, Gortat (10)     | John Wall (11)     | Verizon Center             | 41 - 26 |
| 68    | 17 mars    | Chicago          | V 112-107      | Bradley Beal (24)     | Gortat, Porter (8)      | John Wall (20)     | Verizon Center             | 42 - 26 |
| 69    | 18 mars    | @ Charlotte      | D 93-98        | John Wall (19)        | Marcin Gortat (16)      | John Wall (8)      | Time Warner Cable Arena    | 42 - 27 |
| 70    | 20 mars    | @ Boston         | D 102-110      | Bradley Beal (19)     | Bojan Bogdanović (6)    | John Wall (8)      | TD Garden                  | 42 - 28 |
| 71    | 22 mars    | Atlanta          | V 104-100      | Bradley Beal (28)     | Ian Mahinmi (10)        | John Wall (10)     | Verizon Center             | 43 - 28 |
| 72    | 24 mars    | Brooklyn         | V 129-108      | John Wall (22)        | Marcin Gortat (9)       | Wall, Jennings (9) | Verizon Center             | 44 - 28 |
| 73    | 25 mars    | @ Cleveland      | V 127-115      | John Wall (37)        | Kelly Oubre (7)         | John Wall (11)     | Quicken Loans Arena        | 45 - 28 |
| 74    | 28 mars    | @ L. A. Lakers   | V 119-108      | John Wall (34)        | Marcin Gortat (10)      | John Wall (14)     | Staples Center             | 46 - 28 |
| 75    | 29 mars    | @ L. A. Clippers | D 124-133      | John Wall (41)        | Smith, Mahinmi (8)      | John Wall (8)      | Staples Center             | 46 - 29 |
| 76    | 31 mars    | @ Utah           | D 88-95        | Bradley Beal (27)     | Marcin Gortat (11)      | John Wall (5)      | Vivint Smart Home Arena    | 46 - 30 |

| Match | Date match | Équipe         | Score     | Meilleur marqueur     | Meilleur rebondeur   | Meilleur passeur         | Lieux Spectateurs       | Série   |
| ----- | ---------- | -------------- | --------- | --------------------- | -------------------- | ------------------------ | ----------------------- | ------- |
| 77    | 2 avril    | @ Golden State | D 115-139 | Beal, Bogdanović (20) | Brandon Jennings (7) | John Wall (11)           | Oracle Arena            | 46 - 31 |
| 78    | 4 avril    | Charlotte      | V 118-111 | John Wall (23)        | Markieff Morris (6)  | John Wall (13)           | Verizon Center          | 47 - 31 |
| 79    | 6 avril    | @ New York     | V 106-103 | Bradley Beal (25)     | Otto Porter (9)      | John Wall (8)            | Madison Square Garden   | 48 - 31 |
| 80    | 8 avril    | Miami          | D 103-106 | Markieff Morris (21)  | Marcin Gortat (11)   | John Wall (8)            | Verizon Center          | 48 - 32 |
| 81    | 10 avril   | @ Détroit      | V 105-101 | Bradley Beal (33)     | Ian Mahinmi (11)     | Brandon Jennings (6)     | Palace of Auburn Hills  | 49 - 32 |
| 82    | 12 avril   | @ Miami        | D 102-110 | Trey Burke (27)       | Otto Porter (6)      | Satoranský, Jennings (5) | American Airlines Arena | 49 - 33 |

## Playoffs
| Playoffs Total: 7-6 (Domicile : 6-0 ; Extérieur : 1-6) |

| Match | Date match | Équipe    | Score     | Meilleur marqueur | Meilleur rebondeur | Meilleur passeur | Lieux Spectateurs | Série |
| ----- | ---------- | --------- | --------- | ----------------- | ------------------ | ---------------- | ----------------- | ----- |
| 1     | 16 avril   | Atlanta   | V 114-107 | John Wall (32)    | Marcin Gortat (10) | John Wall (14)   | Verizon Center    | 1 - 0 |
| 2     | 19 avril   | Atlanta   | V 109-101 | John Wall (32)    | Marcin Gortat (10) | John Wall (9)    | Verizon Center    | 2 - 0 |
| 3     | 22 avril   | @ Atlanta | D 98-116  | John Wall (29)    | Marcin Gortat (8)  | John Wall (7)    | Philips Arena     | 2 - 1 |
| 4     | 24 avril   | @ Atlanta | D 101-111 | Bradley Beal (32) | Marcin Gortat (18) | John Wall (10)   | Philips Arena     | 2 - 2 |
| 5     | 26 avril   | Atlanta   | V 103-99  | Bradley Beal (27) | Marcin Gortat (10) | John Wall (14)   | Verizon Center    | 3 - 2 |
| 6     | 28 avril   | @ Atlanta | V 115-99  | John Wall (42)    | Porter, Morris (8) | John Wall (8)    | Philips Arena     | 4 - 2 |

| Match | Date match | Équipe   | Score          | Meilleur marqueur | Meilleur rebondeur   | Meilleur passeur  | Lieux Spectateurs | Série |
| ----- | ---------- | -------- | -------------- | ----------------- | -------------------- | ----------------- | ----------------- | ----- |
| 1     | 30 avril   | @ Boston | D 111-123      | Bradley Beal (27) | Marcin Gortat (13)   | John Wall (16)    | TD Garden         | 0 - 1 |
| 2     | 2 mai      | @ Boston | D 119-129 (OT) | John Wall (40)    | Marcin Gortat (10)   | John Wall (13)    | TD Garden         | 0 - 2 |
| 3     | 4 mai      | Boston   | V 92-91        | John Wall (24)    | Marcin Gortat (16)   | John Wall (8)     | Verizon Center    | 1 - 2 |
| 4     | 7 mai      | Boston   | V 121-102      | Bradley Beal (29) | Markieff Morris (10) | John Wall (12)    | Verizon Center    | 2 - 2 |
| 5     | 10 mai     | @ Boston | D 101-123      | John Wall (21)    | Marcin Gortat (11)   | Trois joueurs (4) | TD Garden         | 2 - 3 |
| 6     | 12 mai     | Boston   | V 101-123      | Bradley Beal (33) | Marcin Gortat (13)   | John Wall (8)     | Verizon Center    | 3 - 3 |
| 7     | 15 mai     | @ Boston | D 105-115      | Bradley Beal (38) | Marcin Gortat (11)   | John Wall (11)    | TD Garden         | 3 - 4 |

## Confrontations
| Conférence Est      | Conférence Est                               | Conférence Est                               | Conférence Est                               | Conférence Est                               | Conférence Ouest                             | Conférence Ouest                             | Conférence Ouest                             |
| Division Atlantique | Division Atlantique                          | Division Atlantique                          | Division Atlantique                          | Division Atlantique                          | Division Nord-Ouest                          | Division Nord-Ouest                          | Division Nord-Ouest                          |
| Équipe              | Domicile                                     | Domicile                                     | Extérieur                                    | Extérieur                                    | Équipe                                       | Domicile                                     | Extérieur                                    |
| ------------------- | -------------------------------------------- | -------------------------------------------- | -------------------------------------------- | -------------------------------------------- | -------------------------------------------- | -------------------------------------------- | -------------------------------------------- |
| Boston              | 118-93                                       | 123-108                                      | 108-117                                      | 102-110                                      | Denver                                       | 92-85                                        | 123-113                                      |
| Brooklyn            | 118-95                                       | 129-108                                      | 118-113                                      | 114-110 (OT)                                 | Minnesota                                    | 112-105                                      | 104-119                                      |
| New York            | 119-112                                      | 117-101                                      | 113-110                                      | 106-103                                      | Oklahoma City                                | 120-98                                       | 115-126 (OT)                                 |
| Philadelphie        | 109-93                                       |                                              | 102-109                                      | 112-120 (OT)                                 | Portland                                     | 120-101                                      | 125-124 (OT)                                 |
| Toronto             | 103-113                                      | 106-114                                      | 105-96                                       |                                              | Utah                                         | 92-102                                       | 88-95                                        |
|                     | 7–2                                          | 7–2                                          | 5–4                                          | 5–4                                          |                                              | 4–1                                          | 2–3                                          |
| Division            | 12–6                                         | 12–6                                         | 12–6                                         | 12–6                                         | Division                                     | 6–4                                          | 6–4                                          |
| Division Centrale   | Division Centrale                            | Division Centrale                            | Division Centrale                            | Division Centrale                            | Division Pacifique                           | Division Pacifique                           | Division Pacifique                           |
| Equipe              | Domicile                                     | Domicile                                     | Extérieur                                    | Extérieur                                    | Equipe                                       | Domicile                                     | Extérieur                                    |
| Chicago             | 101-99                                       | 112-107                                      | 95-106                                       | 107-97                                       | Golden State                                 | 112-108                                      | 115-139                                      |
| Cleveland           | 94-105                                       | 135-140 (OT)                                 | 127-115                                      |                                              | L.A. Clippers                                | 117-110                                      | 124-133                                      |
| Detroit             | 122-108                                      |                                              | 112-113                                      | 105-101                                      | L.A. Lakers                                  | 116-108                                      | 119-108                                      |
| Indiana             | 111-105                                      | 112-107                                      | 105-107                                      | 111-98                                       | Phoenix                                      | 106-101                                      | 131-127                                      |
| Milwaukee           | 110-105                                      | 107-102                                      | 96-123                                       | 107-101                                      | Sacramento                                   | 101-95                                       | 130-122 (OT)                                 |
|                     | 7–2                                          | 7–2                                          | 5–4                                          | 5–4                                          |                                              | 5–0                                          | 3–2                                          |
| Division            | 12–6                                         | 12–6                                         | 12–6                                         | 12–6                                         | Division                                     | 8–2                                          | 8–2                                          |
| Division Sud-Est    | Division Sud-Est                             | Division Sud-Est                             | Division Sud-Est                             | Division Sud-Est                             | Division Sud-Ouest                           | Division Sud-Ouest                           | Division Sud-Ouest                           |
| Equipe              | Domicile                                     | Domicile                                     | Extérieur                                    | Extérieur                                    | Equipe                                       | Domicile                                     | Extérieur                                    |
| Atlanta             | 95-92                                        | 104-100                                      | 99-114                                       | 112-86                                       | Dallas                                       | 107-112                                      | 105-113                                      |
| Charlotte           | 109-106                                      | 118-111                                      | 109-99                                       | 93-98                                        | Houston                                      | 106-114                                      | 91-101                                       |
| Miami               | 111-114                                      | 103-106                                      | 101-112                                      |                                              | Memphis                                      | 104-101                                      | 103-112                                      |
| Orlando             | 116-124                                      | 115-114                                      | 86-88                                        | 94-91                                        | La Nouvelle-Orléans                          | 105-91                                       | 107-94                                       |
|                     |                                              |                                              |                                              |                                              | San Antonio                                  | 100-112                                      | 105-107                                      |
|                     | 5–3                                          | 5–3                                          | 3–4                                          | 3–4                                          |                                              | 2–3                                          | 1–4                                          |
| Division            | 8–7                                          | 8–7                                          | 8–7                                          | 8–7                                          | Division                                     | 3–7                                          | 3–7                                          |
| Conférence          | 32–19 (Domicile : 19–7 ; Extérieur : 13–12)  | 32–19 (Domicile : 19–7 ; Extérieur : 13–12)  | 32–19 (Domicile : 19–7 ; Extérieur : 13–12)  | 32–19 (Domicile : 19–7 ; Extérieur : 13–12)  | Conférence                                   | 17–13 (Domicile : 11–4 ; Extérieur : 6–9)    | 17–13 (Domicile : 11–4 ; Extérieur : 6–9)    |
| Total               | 49–32 (Domicile : 30–11 ; Extérieur : 19–21) | 49–32 (Domicile : 30–11 ; Extérieur : 19–21) | 49–32 (Domicile : 30–11 ; Extérieur : 19–21) | 49–32 (Domicile : 30–11 ; Extérieur : 19–21) | 49–32 (Domicile : 30–11 ; Extérieur : 19–21) | 49–32 (Domicile : 30–11 ; Extérieur : 19–21) | 49–32 (Domicile : 30–11 ; Extérieur : 19–21) |

## Effectif actuel
| Wizards de Washington Effectif actuel |    |                        |                   |                    |
| Entraîneur: Scott Brooks              |    |                        |                   |                    |
| Arrière, Ailier                       | 3  | Drapeau des États-Unis | Bradley Beal      | Florida            |
| Arrière, Ailier                       | 44 | Drapeau de la Croatie  | Bojan Bogdanović  | Croatie            |
| Meneur                                | 33 | Drapeau des États-Unis | Trey Burke        | Michigan           |
| Pivot                                 | 13 | Drapeau de la Pologne  | Marcin Gortat     | Pologne            |
| Pivot                                 | 28 | Drapeau de la France   | Ian Mahinmi       | France             |
| Meneur                                | 7  | Drapeau des États-Unis | Brandon Jennings  | Oak Hill Academy   |
| Arrière, Ailier                       | 9  | Drapeau des États-Unis | Sheldon McClellan | Miami              |
| Ailier fort                           | 1  | Drapeau des États-Unis | Chris McCullough  | Syracuse           |
| Ailier fort                           | 5  | Drapeau des États-Unis | Markieff Morris   | Kansas             |
| Arrière, Ailier                       | 32 | Drapeau des États-Unis | Daniel Ochefu     | Villanova          |
| Arrière, Ailier                       | 12 | Drapeau des États-Unis | Kelly Oubre       | Kansas             |
| Ailier                                | 22 | Drapeau des États-Unis | Otto Porter       | Georgetown         |
| ailier/arrière                        | 31 | Drapeau de la Tchéquie | Tomáš Satoranský  | République tchèque |
| Ailier fort, Pivot                    | 14 | Drapeau des États-Unis | Jason Smith       | Colorado State     |
| Meneur                                | 2  | Drapeau des États-Unis | John Wall (C)     | Kentucky           |
| (C) Capitaine - Blessé                |    |                        |                   |                    |

## Contrats et salaires 2016-2017
| Joueur            | Poste      | Âge        | Exp        | Contrat                 | Salaire 2016-2017 | Fin du contrat |
| ----------------- | ---------- | ---------- | ---------- | ----------------------- | ----------------- | -------------- |
| Joueurs actuels   |            |            |            |                         |                   |                |
| Bradley Beal      | SG         | 23         | 4          | 127 171 313 $ sur 5 ans | 22 116 750 $      | 2021           |
| Trey Burke        | PG         | 23         | 3          | 11 032 158 $ sur 4 ans  | 3 386 598 $       | 2017           |
| Jarell Eddie      | SF         | 25         | 2          | 1 542 147 $ sur 2 ans   | 980,431 $*        | 2017           |
| Marcin Gortat     | C          | 32         | 9          | 60 000 000 $ sur 5 ans  | 12 000 000 $      | 2019           |
| Ian Mahinmi       | C          | 29         | 8          | 64 000 000 $ sur 4 ans  | 15 944 154 $      | 2020           |
| Sheldon McClellan | SG         | 23         | 0          | 543,471 $ sur 1 an      | 543,471 $**       | 2016           |
| Markieff Morris   | PF         | 27         | 5          | 32 000 000 $ sur 4 ans  | 7 400 000 $       | 2018           |
| Andrew Nicholson  | PF         | 26         | 4          | 26 000 000 $ sur 4 ans  | 6 088 993 $       | 2020           |
| Daniel Ochefu     | SF         | 22         | 0          | 2 498 982 $ sur 3 ans   | 543,471 $**       | 2019           |
| Kelly Oubre       | SF         | 20         | 1          | 3 926 880 $ sur 2 ans   | 2 006 640 $       | 2016 (T)       |
| Otto Porter       | SF         | 23         | 3          | 19 305 421 $ sur 4 ans  | 5 893 981 $       | 2016           |
| Tomáš Satoranský  | SG         | 24         | 0          | 9 000 000 $ sur 3 ans   | 2 870 813 $       | 2019           |
| Jason Smith       | PF         | 30         | 8          | 15 675 000 $ sur 3 ans  | 5 000 000 $       | 2019           |
| Marcus Thornton   | SF         | 29         | 7          | 1 315 448 $ sur 1 an    | 980,431 $         | 2017           |
| John Wall         | PG         | 26         | 6          | 84 789 500 $ sur 5 ans  | 16 957 900 $      | 2019           |
| Joueurs coupés    |            |            |            |                         |                   |                |
| Martell Webster   | SF         | -          | -          | -                       | 833,334 $         | -              |
|                   |            |            |            |                         |                   |                |
| Total             | Total      | Total      | Total      | Total                   | 103 546 967 $     | Différence     |
| Salary Cap        | Salary Cap | Salary Cap | Salary Cap | Salary Cap              | 94 143 000 $      | - 9 403 967 $  |
| Luxury Tax        | Luxury Tax | Luxury Tax | Luxury Tax | Luxury Tax              | 113 287 000 $     | 9 740 033 $    |

- 2017 = Joueur agent libre en fin de saison.
- 2017 = Joueur agent libre restreint en fin de saison.
- 2017 (T) = Joueur ayant une option d'équipe en fin de saison.
- *Contrat non garanti.
- **Contrat partiellement garanti.

## Transferts

### Échanges
| Juillet        | Juillet                                 | Juillet                                         | Juillet                |
| -------------- | --------------------------------------- | ----------------------------------------------- | ---------------------- |
| 7 juillet 2016 | Échange à deux équipes                  | Échange à deux équipes                          | Échange à deux équipes |
| 7 juillet 2016 | Vers Wizards de Washington - Trey Burke | Vers Jazz de l'Utah - Second tour de draft 2021 | [ 2 ]                  |

### Arrivées
| Joueur            | Contrat                           | Provenance            | Référence |
| ----------------- | --------------------------------- | --------------------- | --------- |
| Ian Mahinmi       | Contrat de 64 000 000 $ sur 4 ans | Pacers de l'Indiana   | [ 3 ]     |
| Sheldon McClellan | Contrat de 543,471 $ sur 1 an     | Hurricanes de Miami   | [ 4 ]     |
| Andrew Nicholson  | Contrat de 26 000 000 $ sur 4 ans | Magic d'Orlando       | [ 5 ]     |
| Daniel Ochefu     | Contrat de 2 498 982 $ sur 3 ans  | Wildcats de Villanova | [ 6 ]     |
| Tomáš Satoranský  | Contrat de 9 000 000 $ sur 3 ans  | FC Barcelone          | [ 7 ]     |
| Jason Smith       | Contrat de 15 675 000 $ sur 3 ans | Magic d'Orlando       | [ 8 ]     |

### Départs
| Joueur         | Raison départ | Nouvelle équipe ¹    | Référence |
| -------------- | ------------- | -------------------- | --------- |
| Jared Dudley   | Agent libre   | Suns de Phoenix      | [ 9 ]     |
| Nenê           | Agent libre   | Rockets de Houston   | [ 10 ]    |
| Ramon Sessions | Agent libre   | Hornets de Charlotte | [ 11 ]    |
| Garrett Temple | Agent libre   | Kings de Sacramento  | [ 12 ]    |

¹ Il s'agit de l’équipe pour laquelle le joueur a signé après son départ, il a pu entre-temps changer d'équipe ou encore de pays.